# کائوری فوکوهارا
کائوری فوکوهارا (انگلیسی: Kaori Fukuhara; ۱۱ اوت ۱۹۸۶ – ) صداپیشه اهل ژاپن بود. وی از سال ۲۰۰۵ میلادی تاکنون مشغول فعالیت بوده‌است.